# Anoplotheriidae
Die Anoplotheriidae sind eine ausgestorbene Familie der Paarhufer (Artiodactyla). Die Tiere waren auf Europa beschränkt und lebten im Eozän und im Oligozän.

## Etymologie
Die Familie der Anoplotheriidae, eine Wortschöpfung aus dem Griechischen mit der Bedeutung unbewaffnete Tiere, wurde nach der Typusgattung Anoplotherium benannt.

## Geschichte
Anoplotherium, der erste, 1804 in den Gips-Steinbrüchen am Montmartre in Paris entdeckte Anoplotheriide, war von Georges Cuvier wissenschaftlich beschrieben worden. Die Familie der Anoplotheriidae wurde 1821 von John Edward Gray errichtet, sie wurde von ihm aber fälschlicherweise zu den Nashörnern gestellt. Edward Drinker Cope erkannte 1889 ihre Zugehörigkeit zu den Huftieren. Ihre richtige Zuordnung zu den Tylopoda (Schwielensohlern) erfolgte erst 1960 durch Alfred Sherwood Romer, 1988 durch Robert L. Carroll und 2007 durch J. J. Hooker.

## Beschreibung
Anoplotheriidae waren recht große, auf dem Festland lebende Pflanzenfresser. Sie bildeten eine sehr ursprüngliche, selenodonte Familie innerhalb der Paarhufer. Ihre charakterisierenden Merkmale sind neben der Selenodontie vier Zehen im Hinter- und fünf Zehen im Vorderfuß. Speiche und Elle waren nicht miteinander verwachsen und auch Mittelhand- und Mittelfußknochen waren frei beweglich. Die Augenhöhle war hinten noch nicht ganz geschlossen und der Warzenteil des Schläfenbeins trat seitlich hervor.
Ein weiteres Merkmal ist ihr sehr kräftiger Schwanz, der es ihnen im Zusammenspiel mit anderen anatomischen Besonderheiten ermöglichte, sich auf den Hinterbeinen aufzurichten und so an Blätternahrung noch in über 2 Meter Höhe zu gelangen.

## Verwandtschaftliche Beziehungen

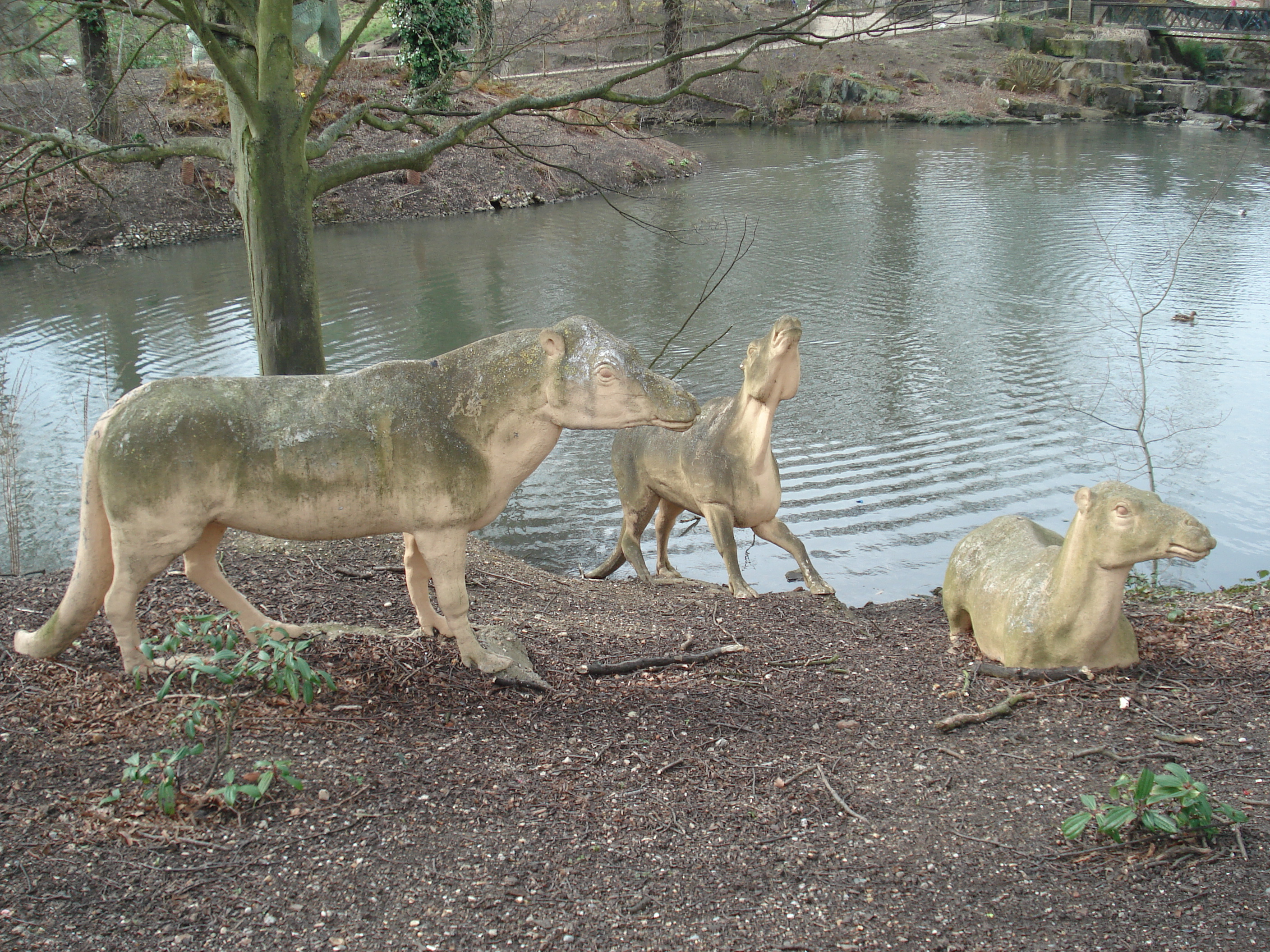
Nachbildung von Anoplotherium im Crystal Palace.

Die Anoplotheriidae wurden von Jean Sudre 1977 zusammen mit der Familie der Cainotheriidae zur Überfamilie der Anoplotheroidea vereint. Die Familie wird in drei Unterfamilien gegliedert:
- Anoplotheriinae mit den Taxa
  - Anoplotherium
  - Deilotherium
  - Diplobune
  - Duerotherium
  - Ephelcomenus
  - Robiatherium
- Dacrytheriinae mit
  - Catodontherium
  - Dacrytherium
  - Leptotheridium
  - Tapirulus
- Robiaciinae mit
  - Robiacina

Carroll führt noch die Taxa Diplartiopus und Hyracodontherium an, wobei letztere Gattung mittlerweile als Synonym von Diplobune angesehen wird. Diploartiopus ist ein von Paul Ellenberger beschriebenes Spurenfossil aus Südostfrankreich.

## Vorkommen
Die Funde von Anoplotheriiden sind auf Europa beschränkt. Sie treten in folgenden Ländern auf:
- Belgien – Belgisches Becken (Hoogbutsel bei Boutersem)
- Deutschland – Ronheim, Frohnstetten (Spaltenfüllungen im Jura)
- England – Hampshire-Becken (Bembridge-Limestone-Formation, Bouldnor-Formation, Headon-Hill-Formation – alle Isle of Wight)
- Frankreich – Aquitanisches Becken (in den Phosphoriten des Quercy bei Aubrelong, Coanac, Le Brétou, Les Pradigues, Perrière, Sainte-Néboule, Sindou und andere, in der südlichen Dordogne – Sainte-Capraise d'Eymet, im Castres-Becken – Pont d'Assou und viele andere), Pariser Becken (Montmartre, Rosières), Provence (Saint-Saturnin-d'Apt – La Débruge), Pyrenäenvorland (Mas-Saintes-Puelles bei Castelnaudary)
- Italien – in  den Ligniten vom Cadibona-Pass
- Portugal – Alta-Beira-Becken (Côja bei Coimbra)
- Schweiz – Egerkingen, Mormont/Eclépens, Mormont/Entreroches (Spaltenfüllungen im Jura)
- Spanien – Almazán-Becken (Mazatéron), Duero-Becken (Caenes), Pyrenäen – Grauss-Tremp-Becken (Roc de Santa an der Noguera Pallaresa und Sossis)

## Zeitlicher Rahmen
Die Anoplotheriidae traten erstmals an der Wende Unteres Eozän/Mittleres Eozän (Ypresium/Lutetium) mit Beginn der Landsäugetierzone MP11 und dem Beginn des Geiseltaliums auf. Ihr letzter Vertreter starb im Oberen Oligozän (Chattium) gegen Ende der Landsäugetierzone MP26 im Arvernium aus. Die Familie überdauerte somit den Zeitraum 48,6 bis 25,6 Millionen Jahre BP.